# Spaghettiflat
De Spaghettiflat is een wooncomplex uit de jaren 1960 in de wijk Poelenburg in Zaandam in de Nederlandse gemeente Zaanstad. Het complex wordt beheerd door woningcorporatie Rochdale. De flat is gebouwd in een L-vorm en bestaat uit 117 appartementen. In 2025 werd het sociale woningbouwcomplex gesloopt om plaats te maken voor duurdere huur- en koopwoningen.

## Geschiedenis
De Spaghettiflat op de hoek van de Clusiusstraat en Poelenburg kreeg zijn bijnaam vanwege de eerste bewoners; Italiaanse gastarbeiders. Ze werkten voornamelijk bij de Amsterdamsche Droogdok Maatschappij. Gezinnen uit regio's als Puglia, Campania, Napels en Caserta woonden hecht bijeen als in een Italiaansdorp. Later woonden er vooral gezinnen van Turkse komaf, waarvan de mannen werkzaam waren in de fabrieken langs de Zaan.

## Media
De flat staat centraal in het boek en de documentaire 'De Spaghettiflat, Little Italy in de polder' (2007-2009). Hierin wordt, aan de hand van de geschiedenis van de bewoners van de flat, een vergeten deel uit de migratiegeschiedenis gereconstrueerd.
Documentairemaakster Daniela Tasca beschouwde de flat als een herinneringsdrager en volgens haar staat deze dan ook symbool voor de arbeidsmigratie van de jaren 1960.